# اليوم العالمي للوالدين
يُحتَفلُ باليوم العالمي الوالدين في كوريا الجنوبية في يوم (8 مايو)، وفي الولايات المتحدة (الأحد الرابع من يوليو). تأسس يوم الوالدين في كوريا الجنوبية في عام 1973، ليحل محل يوم الأم الذي يُحتَفلُ به في 8 مايو، ويتضمن احتفالات عامة وخاصة. أُنشِأَ يوم الوالدين الولايات المتحدة عام 1994 في عهد الرئيس بيل كلينتون. كما أعلنت الأمم المتحدة يوم 1 يونيو «اليوم العالمي للوالدين» علامة تقدير على التزام الآباء تجاه أطفالهم. في الفلبين، في حين أنه لا يتم الاحتفال به أو الاحتفال به بصرامة، يتم الإعلان عن يوم الإثنين الأول من ديسمبر من كل عام باعتباره يوم الوالدين.

## دولي
أعلنت الأمم المتحدة في 1 حزيران/يونيو اليوم العالمي للوالدين «تقديرًا لجميع الآباء في جميع أنحاء العالم لالتزامهم الأناني تجاه الأطفال وتضحياتهم مدى الحياة من أجل رعاية هذه العلاقة». إنه نفس اليوم العالمي للطفل.

## في الأمم المتحدة
عُقد يوم الآباء يوم الأحد الرابع من شهر يوليو، وتأسس هذه الاحتفال في عام 1994 عندما وقع الرئيس بيل كلينتون في الكونغرس ليصبح قانونياً (36 U.S.C. § 135) للاعتراف وترفيع ودعم دور الاباء في ولاية أبنائهم، قدم هذا المشروع ترينت لوت في السناتور الجمهوري، وتم تأييد هذه الفكرة من قبل أعضاء الكنيسة التوحيدية حيث أن لديهم احتفال بيوم الآباء ولكن بتاريخ مختلف، بعد ذلك، تم احتفال يوم الآباء بكل أرجاء الولايات المتحدة.

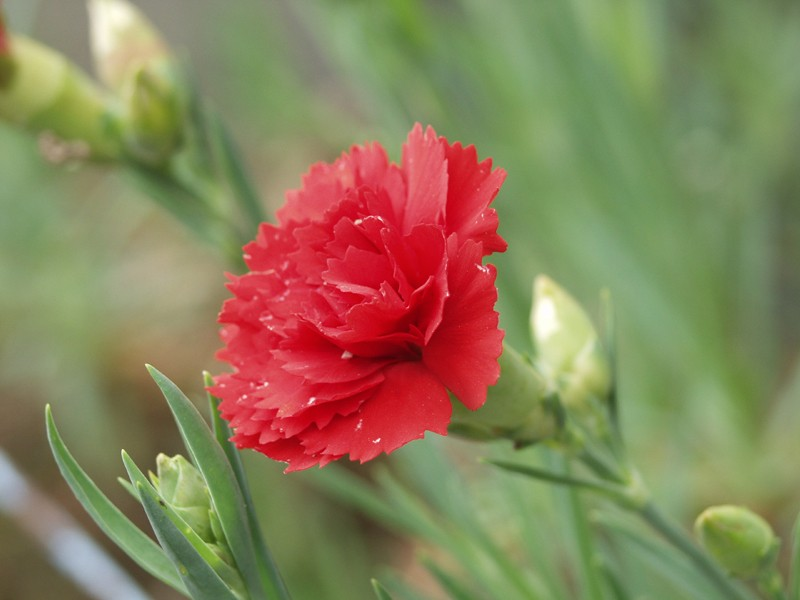
Dianthus caryophyllu هي من الزهور التي ترمز ليوم الآباء وعادةً لأطفال يهدون آبائهم بمناسبة هذا اليوم المميز.

## في جنوب كوريا
يعقد يوم الآباء في جنوب كوريا سنوياً في يوم الثامن من شهر مايو، ويحتفل به كل من الحكومة والجمهورية، وتهتم الاحتفالات العائلية على اسعاد الآباء والتي تشمل إعطاء الآباء زهرة القرنفل، وأما احتفالات الجمهورية يقودها وزارة الصحة والتي تشمل احتفالات وجوائز لهم.
يعود أصول «يوم الاباء» في الثلاثينات من بداية عام 1930 من الميلاد، بدأت من المجتمعات المسيحية عندما كانوا يحتفلون بيوم الأم أو بيوم الاب حيث دمج هذه التقليد مع الثقافة الكونفوشيوسية التقليدية الكورية وفي النهاية حدد «يوم الام»، في عام 1956، قرر مجلس الدولة لكوريا الجنوبية  «يوم الأم» في الثامن من شهر مايو سنوياً، ومع ذلك، تمت مناقشة بوجود يوم للأب وفي 30 مارس عام 1973، تم تحديد يوم الآباء في 8 مايو بموجب المرسوم الرئاسي 6615 أو ما يقال عنها اللوائح المختلفة المتعلقة بالعطلات (각종 기념일 등에 관한 규정).  بعد تحديد يوم الآباء لأول مره، تم الاحتفال به اسبوعاً كاملة مع اليوم الثامن ليكون مخصصاً لكبار السن ولكن تم إلغاء هذه الاحتفال في شهر مايو عام 1997 ليكون شهر أكتوبر هو اليوم المخصص لكبار السن.
اعتمد يوم الآباء في جنوب كوريا في يوم الثامن من شهر مايو والأحد الرابع من شهر يوليو في الولايات المتحدة، وعُرف هذه الاحتفال في جنوب كوريا عام 1973 بدلاً من احتفال بيوم الأم فقط الذي كان يعقد في الثامن من شهر يوليو ويشمل احتفالات عامة وخاصة. قُرر يوم الولايات المتحدة في عام 1994 في عهد الرئيس بيل كلينتون، كما أعلنت الأمم المتحدة يوم الأول من شهر يونيو بـ “اليوم الآباء" تقديراً لكل الآباء الذين التزموا بتربية أبنائهم. أما بالنسبة للفلبين، في حين لا يتم لاحتفال بشكل دائم، ولكن حدد في يوم الاثنين الأول من شهر ديسمبر في كل عام باعتباره " يوم الآباء".
| يوم الآباء |          |
| جنوب كوريا | يحتفل به |
| وطني       | نوعه     |
| 8 مايو     | تاريخه   |
| الأم والأب | مرتبط ب  |

## في الفلبين
يحتفل «يوم الأم» في أول الاثنين من شهر ديسمبر، وفي هذا اليوم، يرتدي الأطفال كادينا دي أمور بلون الوردي على صدرهم، وأما الأطفال الذين لم يعد لديهم أمهات يرتدون كادينا دي أمور بلون الأبيض.
في عام 1921، تم إصدار تعيين الإثنين الأول من شهر ديسمبر بيوم الأم استجابة لرغبة من نادي المرأة، خلال حكومة الكومنوويلث الفلبينية، تم إصدار قرار من قبل الرئيس مانويل كويزون رقم 213 ق. وفي عام 1973، أعلن أن يوم الام هو عبارة عن يوم الآباء حيث كان هذا بسبب وجود مشكلة لعدم تحديد يوم خاص للأب ومن الصعب تحديد بسبب كثرة الأعياد، ومن المستحسن الاحتفال بيوم الام والأب معاً بدلاً من فصلهما. في عام 1980، صدر قرار الاحد الأول والاثنين الأول من شهر ديسمبر بيوم الاب ويوم الأم، في عام 1988، تبع الإعلان الرئاسي الصادر من اليوم العالمي للاحتفال بيوم الأب والأم والذي يعرفه أغلب الفلبينيين. ومع ذلك، قرر الرئيس احياء التقليد من خلال الإعلان رقم 58 ق، عام 1998.

## في أماكن آخرى
في الهند، يتم الاحتفال بيوم الآباء في 14 من شهر فبراير.
| يوم الآباء            | يوم الآباء |
| --------------------- | ---------- |
| الولايات المتحدة      | يحتفل به   |
| احتفال حكومي          | نوعه       |
| رابع أحد من شهر يوليو | تاريخه     |
| 28 يوليو              | عام 2019   |
| 26 يوليو              | عام 2020   |
| 25 يوليو              | عام 2021   |
| 24 يوليو              | عام 2022   |
| سنوي                  | تاريخه     |
| يوم الأم ويوم الأب    | مرتبط بي   |